# Георгиос Урсузидис
Гео̀ргиос (Йоргос) Никола̀у Урсузидис (на гръцки: Γεώργιος, Γιώργος Νικολάου Ουρσουζίδης) е гръцки политик от Коалиция на радикалната левица (СИРИЗА), депутат в Гръцкия парламент от 2015 година.

## Биография
Роден е в 1961 година в земеделско семейство в берското село Ново Луковища (Неа Ликояни). Родителите му емигрират в Германия, където работят 15 години. Урсузидис е строителен инженер и работи в Бер. Председател е на дружеството на инженерите на Иматия (1992 – 1998). Общински съветник в дем Бер (1998 – 2002). Председател и заместник-председате на Техническата камара на Иматия (1999 – 2014).
Избран е от СИРИЗА за депутат от избирателен район Иматия на изборите през януари и през септември 2015 година.